# Biserica Adormirea Maicii Domnului din Sebeș

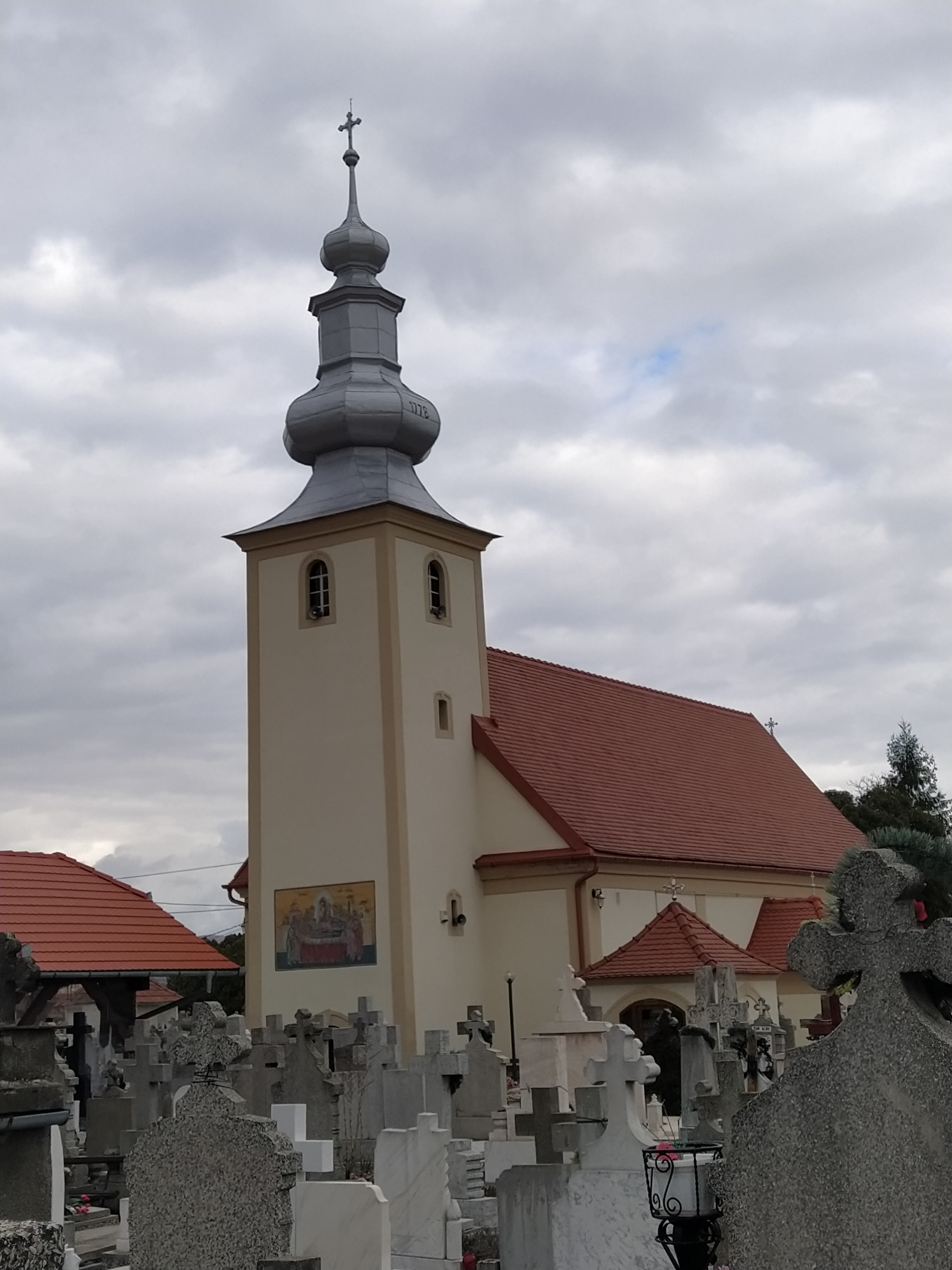
Biserica Adormirea Maicii Domnului din Sebeș

Biserica Adormirea Maicii Domnului din Sebeș este un lăcaș de cult ortodox, ridicat în contextul edictelor iozefine de toleranță religioasă la sfârșitul secolului al XVIII-lea pe Pfaffengasse (Ulița Popilor), în prezent strada Ciocârliei, din Sebeșul Săsesc.

## Iconostasul
Actualul iconostas al bisericii a fost realizat în anul 1900 de pictorul Ioan Zaicu din Jimbolia, cu studii la Academia de Artă din Viena. Iconostasul a fost restaurat în anul 2008.